# Cystoopsis
Cystoopsis ist eine Gattung der Fadenwürmer, die in der Bindehaut von Süßwasserfischen parasitieren. Es ist die einzige Gattung in der Unterfamilie Cystoopsinae. Typisches Merkmal sind die einkernigen Ösophagusdrüsen (Stichozyten).

## Systematik
Die Gattung enthält eine Tribus (Cystoopsini) mit einer Untertribus (Cystoopsinii) und drei Arten:
- Cystoopsis acipenseris Wagner, 1867
- Cystoopsis atractostei Moravec & Salgado-Maldonado, 2003
- Cystoopsis scomber Zlatev, 1936